# Red Badgro

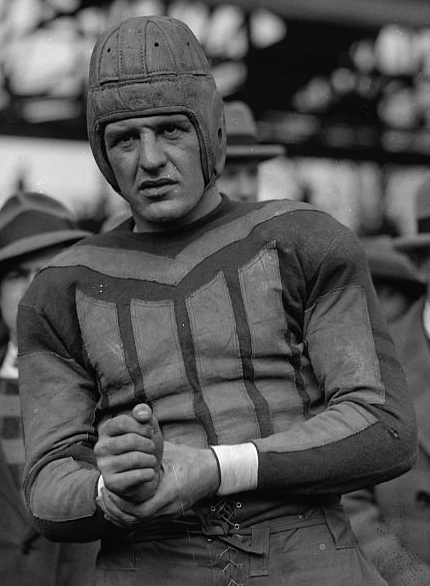
Imagem do Red Badgro.

Red Badgro foi um jogador de futebol americano estadunidense que foi campeão da Temporada de 1934 da National Football League jogando pelo New York Giants.